# Cuchilla Redonda
Cuchilla Redonda é uma junta de governo da província de Entre Ríos, na Argentina.